# 刘贤 (吴国太子)
刘贤是西汉时期吴王刘濞的太子，字德明。被刘启（即后来汉景帝）誤殺。卒于文帝十六年（前165年）。

## 簡介
汉文帝刘恒在位时期，吴國太子刘贤入宫朝见，与皇太子刘启（即后来汉景帝）喝酒、下六博时，在棋桌上为争胜与太子刘启产生争执，太子刘启拿起棋盘砸向刘贤头颅，致使刘贤当场死亡。刘贤死后，汉文帝命人將其尸体送回吴国埋葬，到了吴国之后，吴王刘濞大怒，说道：“天下都是劉家的，死在长安就葬在长安，何必来吳國埋葬！”遂又把尸体送回长安埋葬，以羞辱朝廷。
刘贤被太子刘启误杀后，吴王刘濞从此不遵守诸侯对天子的礼节，称病不朝。开始起了反叛之心，俨然不臣之藩。这种情形延续了十多年，漢景帝時，刘濞發動七國之亂。